# Conus cidaris
Conus cidaris é uma espécie de gastrópode do gênero Conus, pertencente à família Conidae.